# Stig Rosengren
Stig Lennart Rosengren, född 10 september 1909 i Falkenberg, död 9 januari 1993, var en svensk jurist som var lagman i Strömstads tingsrätt från 1971 till 1976.
Rosengren blev juris kandidat vid Lunds universitet 1933 och genomförde sin tingstjänstgöring 1934–1937 innan han 1937 blev fiskal i hovrätten över Skåne och Blekinge. Han blev tingsdomare i västra Göinge domsaga 1948, var häradshövding i Norrvikens domsaga 1954-1970 och var lagman i Strömstads tingsrätt 1971-1976.
Rosengren var son till postmästare Franz Rosengren och hans maka Anna, född Alsén. Han var från 1947 gift med Elsie, född Englund 1912.